# Veytaux
Veytaux est une commune suisse du canton de Vaud, située dans le district de la Riviera-Pays-d'Enhaut.

## Géographie

Photo aérienne (1948).

Le territoire de Veytaux part du lac Léman au bord duquel se situe le village lui-même, à 442 mètres d'altitude, et monte vers les Rochers de Naye à 2 041,9 mètres d'altitude avant de redescendre de l'autre côté jusqu'aux eaux de l'Hongrin, bordant le canton de Fribourg.
Le territoire de Veytaux s'étend sur 6,76 km2. Lors du relevé de 2013-2018, les surfaces d'habitations et d'infrastructures représentaient 6,4 % de sa superficie, les surfaces agricoles 14,5 %, les surfaces boisées 73,4 % et les surfaces improductives 5,8 %.
| Montreux | Haut-Intyamon | Rossinière |
| Léman    | Veytaux       | Villeneuve |
| Léman    | Villeneuve    | Villeneuve |

## Population

### Gentilé et surnom
Les habitants de la commune se nomment les Veytausiens.
Ils sont surnommés les Revertchaux (les habitants du revers en patois vaudois),.

### Démographie

#### Évolution de la population
Veytaux compte 975 habitants au 31 décembre 2022 pour une densité de population de 144 hab/km2. Sur la période 2010-2019, sa population a augmenté de 11,9 % (canton : 12,9 % ; Suisse : 9,4 %).  

#### Pyramide des âges
En 2020, le taux de personnes de moins de 30 ans s'élève à 29,1 %, au-dessous de la valeur cantonale (35 %). Le taux de personnes de plus de 60 ans est quant à lui de 25,9 %, alors qu'il est de 21,9 % au niveau cantonal.
La même année, la commune compte 475 hommes pour 477 femmes, soit un taux de 49,9 % d'hommes, supérieur à celui du canton (49,1 %).
| Hommes | Classe d’âge | Femmes |
| ------ | ------------ | ------ |
| 0,6    | 90 ans ou +  | 2,1    |
| 7,8    | 75 à 89 ans  | 9,4    |
| 16,6   | 60 à 74 ans  | 15,3   |
| 22,3   | 45 à 59 ans  | 24,1   |
| 23,4   | 30 à 44 ans  | 20,1   |
| 14,3   | 15 à 29 ans  | 17,0   |
| 14,9   | - de 14 ans  | 11,9   |

| Hommes | Classe d’âge | Femmes |
| ------ | ------------ | ------ |
| 0,5    | 90 ans ou +  | 1,4    |
| 6,1    | 75 à 89 ans  | 8,2    |
| 13,3   | 60 à 74 ans  | 14,3   |
| 21,5   | 45 à 59 ans  | 21,2   |
| 22,0   | 30 à 44 ans  | 21,4   |
| 19,6   | 15 à 29 ans  | 18,0   |
| 16,9   | - de 14 ans  | 15,5   |

## Culture et patrimoine

### Patrimoine bâti

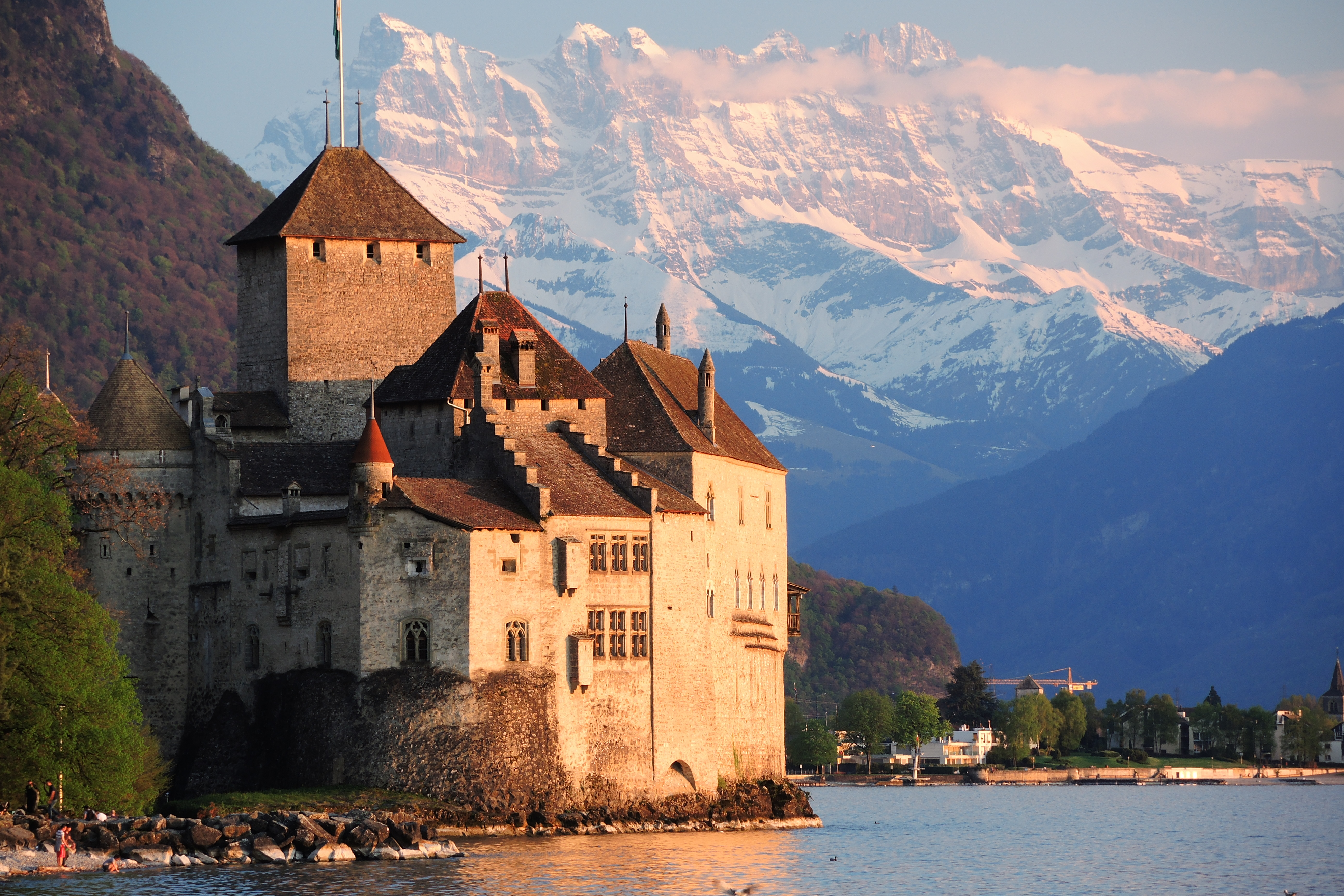
Vue du château de Chillon avec les dents du Midi en arrière-plan.

Le château de Chillon se trouve sur le territoire de la commune. Il est inscrit comme bien culturel suisse d'importance nationale, tout comme le viaduc autoroutier homonyme qui le surplombe.
L'église protestante (Av. des Falquières) a été élevée en 1958-1959 selon les plans de l'architecte René Schmid. Vitraux contemporains de Bernard Viglino.
Maison vigneronne (ruelle du Petit-Veytaux 1-3), grande demeure reconstruite en 1721, comportant encore des éléments du gothique tardif.
Fontaine à trois bassins (rue Bonivard) en pierre de Saint-Triphon. L'un d'entre eux est daté 1756. 

### Personnalités liées à la commune
- Jean de la Rottaz (1753-1812), vigneron et homme politique suisse, actif lors de la Révolution vaudoise.
- L'historien et homme politique français Edgar Quinet et son épouse Hermione Quinet y séjournent en exil entre 1856 et 1870.

### Armoiries
Les armoiries de Veytaux apparaissent au XVIIe siècle. Les deux pals ondés représentent la Veraye et le ruisseau de Grandchamp (la Céphise) qui se jettent dans les eaux du Léman. La tour peut rappeler soit l'ancienne Tornettaz (diminutif de « tour »), soit le Château de Chillon. Le chamois évoque les hauts de Sonchaux. Enfin, le cep de vigne présent sur les anciennes armoiries a été supprimé à partir de 1930 car il surchargeait les armoiries.